# Rink Point
Rink Point är en udde i Antarktis. Den ligger i Västantarktis. Argentina, Chile och Storbritannien gör anspråk på området.
Terrängen inåt land är huvudsakligen kuperad, men åt nordost är den platt. Havet är nära Rink Point åt nordväst. Trakten är glest befolkad. Närmaste befolkade plats är Mendel Polar Station, 18,0 kilometer nordost om Rink Point. 